# ジャド・アラン・グレッグ
ジャド・アラン・グレッグ（Judd Alan Gregg, 1947年2月14日 - ）は、アメリカ合衆国の政治家。共和党に所属し、連邦下院議員を4期8年、ニューハンプシャー州知事を2期4年、連邦上院議員を3期18年務めた。
政界入り前にニューハンプシャー州ナシュアで実業家及び弁護士として活動した経験を有し、連邦上院では予算委員会委員長を務めた。

## 生い立ち
1947年2月14日にニューハンプシャー州ナシュアにおいて誕生した。父親は第77代ニューハンプシャー州知事ヒュー・グレッグであった。グレッグは1965年にフィリップス・エクセター・アカデミーを卒業した。グレッグは1969年にコロンビア大学で学士号を取得し、続いてボストン大学法科大学院で1972年に法務博士号を、1975年に法学修士号を取得した。

## 初期の政治経歴
グレッグは1978年から1980年までニューハンプシャー州行政評議会の成員を務めた。グレッグは1980年に連邦下院議員に当選し、1982年、1984年、1986年にも再選した。グレッグは1988年の連邦下院議員選挙は辞退し、ニューハンプシャー州知事選挙に出馬した。グレッグは1988年のニューハンプシャー州知事選挙で勝利し、1990年の選挙にも再選した。グレッグはニューハンプシャー州知事を1993年まで2期4年務めた。

## 連邦上院議員

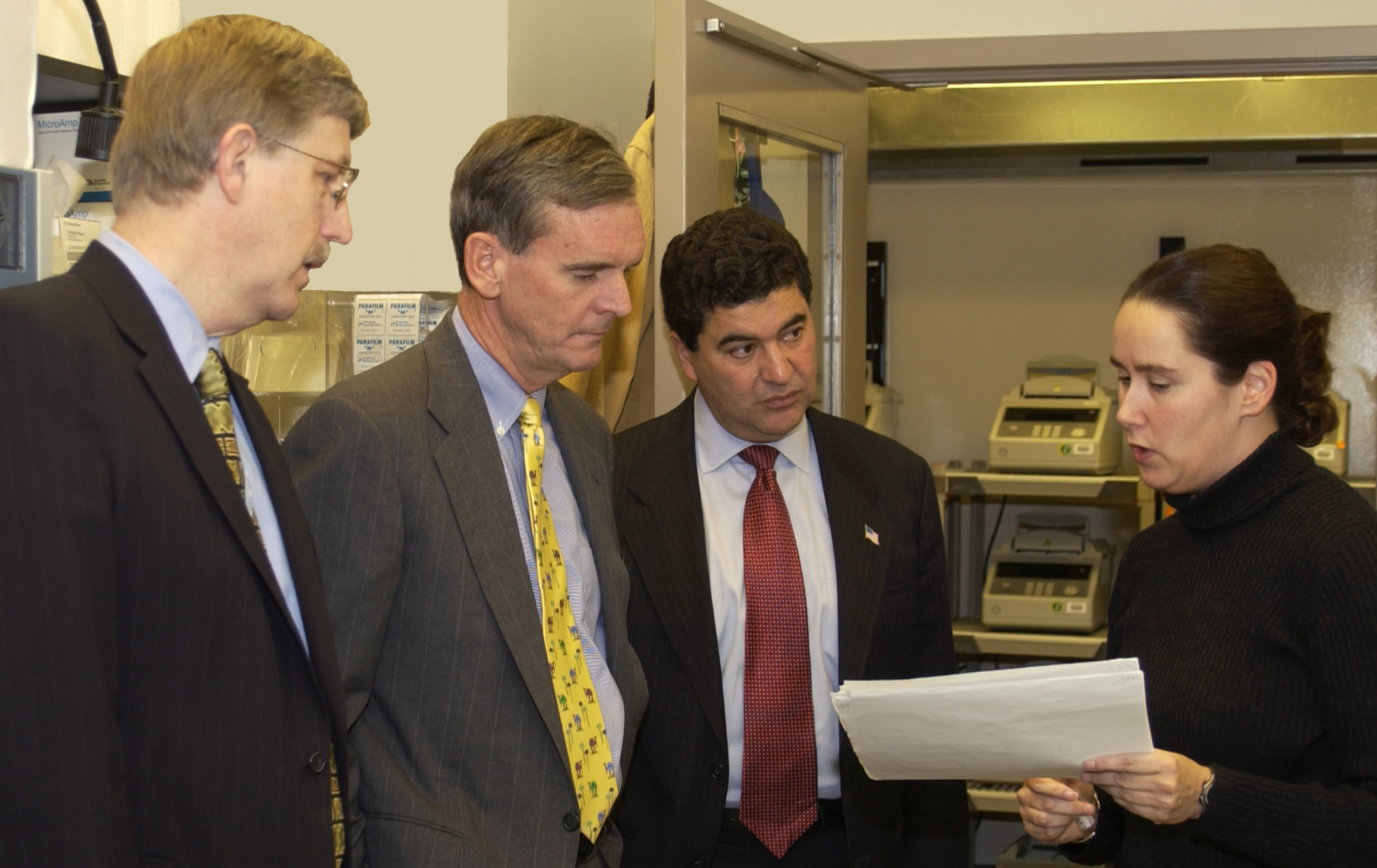
国立ヒトゲノム研究所を訪問するグレッグ上院議員

1992年、グレッグはニューハンプシャー州知事選挙への出馬を辞退し、代わりに連邦上院議員選挙に出馬することを決定した。グレッグは同年の選挙で民主党ジョン・ラオを下し、連邦上院議員に当選した。グレッグは1993年から連邦上院議員を務めた。グレッグは1998年に民主党ジョージ・コンドデメトラキを下して2期目の再選を果たした。3期目を目指した2004年の選挙では、民主党の長老ドリス・ハドックを得票率66%対34%で下した。
2005年1月、グレッグは上院共和党会議において上院予算委員会委員長に選出された。グレッグは上院予算委員会において、支出の抑制という観点を強く支持した。またグレッグは上院議員時代全体を通じて、低税金の政策も支持し続けた。
グレッグは社会問題に対して、穏健主義者として活動した。2006年6月、連邦憲法に同性結婚を禁止する条項を加える連邦婚姻修正法案の採決に際して、グレッグは共和党内における法案反対派のグループに加わった。2007年4月、グレッグは幹細胞研究強化法を支持し、共和党に対する造反グループに加わった。その一方でグレッグは、人工妊娠中絶の合法化に対しては強い反対を貫いた。グレッグは銃規制に関する法案について、一部に対しては肯定的な行動をとり、また一部では否定的な行動をとった。グレッグはブレイディ法には反対票を投じたが、後年は銃火器の引き金規制法に賛成票を投じ、攻撃用武器の規制にも支持を示した。
2007年10月29日、グレッグは翌年の大統領選挙に向けた共和党指名候補者に、元マサチューセッツ州知事ミット・ロムニーを支持した。

### 所属委員会
- 歳出委員会
  - 商務司法科学関連小委員会
  - 国防小委員会
  - 国土安全小委員会
  - 内務環境関連小委員会
  - 労働保健福祉教育関連小委員会
  - 国務外交関連小委員会（上級委員）
- 保健教育労働年金委員会
  - 児童家族小委員会
  - 退職高齢小委員会
- 予算委員会（上級委員）

### 議会監視委員会
2008年11月14日、グレッグは共和党院内総務ミッチ・マコーネルから、議会監視委員会の委員に指名された。この委員会は緊急経済安定化法の不良資産救済プログラムに基づくものであり、同法による最大7000億ドルの公的資金の使途を監視する目的で設置された。だがグレッグは上院での仕事量の多さに言及し、12月1日に委員を退いた。
不良資産救済プログラムの任務継続が困難になったことは、まことに遺憾であります。現在進行中の課題――予算の作成や、持続的経済不況に対応する財政政策の策定など――は、私の責任下にあります。上院のスケジュールなどの要因により、私はこれらの課題に可及的速やかに対処しなければなりません。（中略）マコーネル上院議員には、私がこの任務から退きたい旨を伝えてあります。
グレッグは上院共和党において、不良資産救済プログラムの主たる作成メンバーであった。その一方でグレッグは、バンク・オブ・アメリカに対して数百万ドルの投資も行っていた。

## アメリカ合衆国商務長官

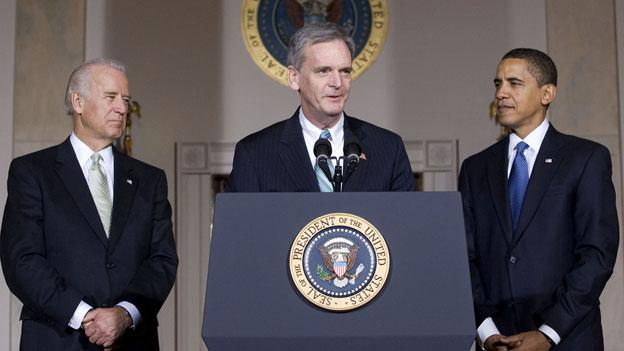
商務長官指名を受けて会見を行うグレッグ

2009年2月2日、政治専門紙ポリティコは、バラク・オバマ大統領が次期商務長官のポストをグレッグに打診し、グレッグがそれを受諾したと報道した。ニュース専門放送局CNNもまた、同様の報道を行った。仮に上院がグレッグを承認した場合、グレッグは上院議員を辞職することになるが、そのとき後任の上院議員は民主党所属のニューハンプシャー州知事が指名することになっていた。共和・民主両党の情報筋は、後任の上院議員としてボニー・ニューマンが指名されるだろうと述べた。ニューマンは共和党所属であり、グレッグの元首席補佐官であった。この人事は、グレッグが後任の上院議員に共和党員が指名されることを望み、それが叶わないのであれば商務長官職を受理しないと主張したためであった。
オバマ大統領は2月3日にグレッグの商務長官指名を発表し、アメリカの経済界の再建のためには党派を超えた協力が必要であると述べた。
しかしながらグレッグとオバマ大統領のとの間には、商務省傘下の国勢調査局が実施することになっていた2010年の国勢調査について意見の相違があった。グレッグは国勢調査に関して、黒人やヒスパニックに不利になるような政策を支持する傾向があった。そのためオバマ大統領は、国勢調査に関する権限をグレッグとは別の人物に委ねることを検討していた。そして共和党幹部はこの経緯に対して、国勢調査権の管理をグレッグが行えないのであれば、指名を取り下げて欲しいとオバマ大統領に促した。
商務長官指名から9日後の2月12日、グレッグは記者会見を行い、指名を辞退することを発表した。グレッグは会見において、景気対策法案や国勢調査の方針についての考え方の不一致に言及し、それらの問題は解決不可能であると述べた。ホワイトハウス報道官ロバート・ギブズは同日に声明を発表し、政策対立によるグレッグの指名辞退に不満を示した。
グレッグ上院議員は商務長官候補として自ら売り込み、大統領に連絡を取ろうとしてきました。グレッグ上院議員は大統領と面談を行いましたが、政策に関する過去の相違を越えて、大統領を支援すると明確に述べてくれました。大統領の政治課題に取り組むと約束し、抱擁し合いました。ところがグレッグ上院議員は指名後、経済政策の重要課題において、大統領を支持しないことを明らかにしました。そのためグレッグ上院議員は、オバマ大統領と袂を分かつことになりました。我々は、グレッグ上院議員の心変わりに遺憾の意を示します。
グレッグは指名辞退の記者会見後、指名辞退に関する責任を認め、加えて商務長官の指名を受諾したことは間違いであったと述べた。

## 私生活
グレッグは会衆派教会に帰依していた。グレッグはキャスリーン・マクレラン (Kathleen MacLellan) と結婚し、娘を2人、息子を1人もうけた。長女はモリー (Molly)、次女はサラ (Sarah)、長男はジョシュア (Joshua) であった。グレッグは2005年、コンビニエンスストアで購入した宝くじパワーボールで、85万ドル超を勝ち取った。